# 文化宫站 (兰州市)
文化宫站是一个位于中国甘肃省兰州市七里河区西园街道西津东路与华林路交叉口地下，属于兰州轨道交通1号线的地铁车站，于2019年6月23日开通。

## 车站结构

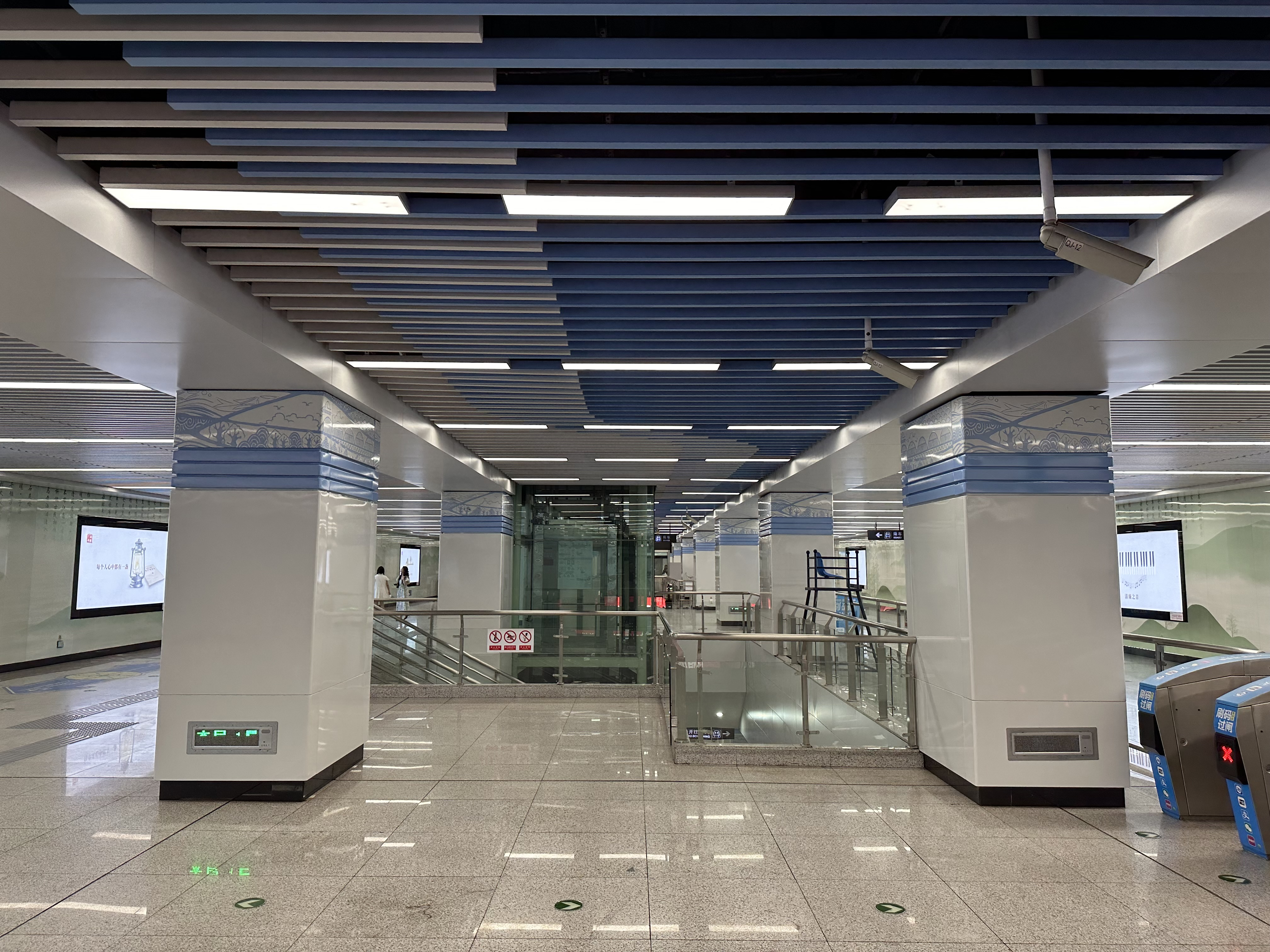
站厅

文化宫站沿西津东路设置，为地下两层双柱三跨岛式站台车站，车站长253米，标准段宽21.6米，车站地下一层为站厅层，地下二层为站台层。车站西侧设置一条存车线。
| 地面              | 出入口 | B-D出入口                                                                                             |
| 地下一层          | 站厅   | 客服中心、自动售票机、验票机                                                                          |
| 地下二层          | 站台层 | \| \| \| █ 1号线往陈官营（小西湖） \| \| 島式 · 開左邊车门 \| \| \| \| \| \| █ 1号线往东岗（西关） \| |
|                   |        | █ 1号线往陈官营（小西湖）                                                                             |
| 島式 · 開左邊车门 |        | |
|                   |        | █ 1号线往东岗（西关）                                                                                 |

## 车站出口
文化宫站共设3个出口，各出口及周围设施如下所示：
| 编号                | 建议前往的目的地 | 照片 | 无障碍设施 |
| ------------------- | ---------------- | ---- | ---------- |
| B · 出口 · （设有） | 西津东路北侧     |      |            |
| C · 出口            | 西津东路南侧     |      | 不適用     |
| D · 出口            | 西津东路南侧     |      | 不適用     |
| 图例： 设有         |                  |      |            |

## 接驳交通

### 公交车
- 文化宫：1路、2路、6路、13路、18路、21路、31路、50路、56路、58路、103路、106路、107路、111路、118路、130路、136路、137路、K102路
- 华林路路口：24路

## 车站历史
- 2016年1月3日，车站主体结构封顶[4]。
- 2019年6月23日，车站随1号线一期工程通车开通[1]。